# Неджіп Фазил Кисакюрек
Неджіп Фазил Кисакюрек (ім'я при народженні Ахмет Неджіп; нар. 26 травня 1904, Стамбул, Османська імперія — пом. 25 травня 1983, Стамбул, Туреччина) — турецький поет, письменник і драматург представник символізму.

## Біографія
Народився 1904 року в Стамбулі. Навчався в американському і французькому коледжах. У 1922 році закінчив військово-морську школу. Серед вчителів Неджипа були Ахмет Хамді Аксекі та Ях'я Кемаль. В 1924 році закінчив філософський факультет Стамбульського університету. Одним з його близьких товаришів в університеті був Хасан Алі Юджель. В 1924—1925 роках навчався у Франції на стипендію міністерства освіти Туреччини. Отримав ступінь бакалавра і магістра в Сорбонському університеті.
Після повернення до Туреччини захопився ідеями проповідника Абдулхакіма Арвасі, який справив на поета великий вплив. У 1926—1939 роках працював інспектором у ряді банків. У 1939—1942 роках читав лекції в консерваторії Анкари та академії витончених мистецтв. Після 1942 року цілком зосередився на творчій діяльності.
Помер 25 травня 1983 року у власному будинку, розташованому в стамбульському кварталі Еренкей. Кисакюрек заявляв, що не хоче, щоб на його похороні грала музика і приносили квіти, замість цього церемонія повинна була супроводжуватися читанням Корану та сури «Аль-Фатіха».

## Літературна творчість
Перша поема Кисакюррека була опублікована 1 липня 1923 року в журналі «Yeni Mecmua». Писав збірки віршів, символічні оповідання та п'єси. Також перу Кисакюрека належить низка літературознавчих робіт.
З 1936 року видавав журнал «Ağaç», в якому публікувалися Ахмед Хамді Танпинар, Ахмет Кутсі Теджер та Мустафа Шекип Тунч. Конкурентом «Ağaç» був видаваний Якубом Кадрі журнал «Kadro». «Ağaç» був закритий у зв'язку з браком попиту серед читачів.
У 1943—1978 роках Кисакюрек видавав журнал «Büyük Doğu», в якому висвітлювалися питання політики і релігії. Спочатку журнал дотримувався принципу плюралізму, в ньому публікувалися люди з різними поглядами. Пізніше, після зміни напрямку журналу в бік релігії, ряд публіцистів, у тому числі Бедрі Рахмі та Саїт Фаїк припинили друкуватися в журналі. Кілька разів журнал закривався за рішенням влади, у провину йому ставилося зокрема критика секуляризму і підтримка султана Абдул-Гаміда II.